# Leucoseris
Leucoseris là một chi thực vật có hoa trong họ Cúc (Asteraceae).

## Loài
Chi Leucoseris gồm các loài: